# فریتز هایدر
فریتز هایدر (انگلیسی: Fritz Heider؛ ۱۹ فوریه ۱۸۹۶ – ۲ ژانویه ۱۹۸۸) یک روان‌شناس، مترجم، استاد دانشگاه، و نویسنده اهل اتریش بود، که آثارش به مکتب گشتالت مربوط می‌شود. در سال ۱۹۵۸، او کتاب روان‌شناسی روابط میان فردی را منتشر کرد، که حاصل بسط نظریه‌های تراز و اِسناد بود. این کتاب دربردارندهٔ تحلیلی با طیف گسترده در خصوص چارچوب مفهومی و فرایندهای روان‌شناختی‌ای است که ادراک اجتماعی انسان را تحت تأثیر قرار می‌دهد. تکمیل این کتاب ۱۵ سال به درازا کشید، و پیش از آن‌که تکمیل شود، میان گروه کوچکی از روان‌شناسان اجتماعی چرخیده‌بود.
وی هم‌چنین برندهٔ جوایزی هم‌چون کمک‌هزینه گوگنهایم است.